# テビタ・マイラウ
テビタ・マイラウ（Tevita Mailau、1985年4月25日 - ）は、トンガのラグビーユニオン選手。

## プロフィール
- オーストラリア・シドニー出身[1]。
- ポジションはプロップ(PR)。
- 身長 185cm、体重 115kg
- トンガ代表キャップは21（2025年5月現在）でワールドカップ2015のトンガ代表に選ばれた[2]。

## 略歴
オークランド、ノースランド、ブルーズ、オークランド、モン＝ド＝マルサンを経て、2015年、USAペルピニャンに加入。